# Municipio de Helvetia
El municipio de Helvetia (en inglés: Helvetia Township) es un municipio ubicado en el condado de Madison en el estado estadounidense de Illinois. En el año 2010 tenía una población de 8646 habitantes y una densidad poblacional de 92,21 personas por km².

## Geografía
El municipio de Helvetia se encuentra ubicado en las coordenadas 38°42′00″N 89°38′34″O / 38.70000, -89.64278. Según la Oficina del Censo de los Estados Unidos, el municipio tiene una superficie total de 93.77 km², de la cual 92.93 km² corresponden a tierra firme y (0.89%) 0.84 km² es agua.

## Demografía
Según el censo de 2010, había 8646 personas residiendo en el municipio de Helvetia. La densidad de población era de 92,21 hab./km². De los 8646 habitantes, el municipio de Helvetia estaba compuesto por el 97.47% blancos, el 0.13% eran afroamericanos, el 0.12% eran amerindios, el 0.74% eran asiáticos, el 0.06% eran isleños del Pacífico, el 0.38% eran de otras razas y el 1.11% pertenecían a dos o más razas. Del total de la población el 1.26% eran hispanos o latinos de cualquier raza.